# Língua de sinais maltesa
A Língua de Sinais da Malta (em Portugal: Língua Gestual da Malta) é a língua de sinais (pt: língua gestual) usada pela comunidade surda da Malta. Desenvolveu para a sua forma moderna por volta de 1980, com a criação do primeiro clube de surdos, em Malta, e subsequentemente, pelo seu uso na educação dos surdos. A sua história antiga não é conhecida, embora existam gestos que sugerem contacto com a Língua de sinais britânica.